# 里考爾特 (納里尼奧省)
里考爾特是哥倫比亞的城鎮，位於該國西南部，由納里尼奧省負責管轄，距離首府帕斯托142公里，始建於1880年3月8日，面積1,211平方公里，海拔高度65米，2005年人口14,669。
1°54′00″N 78°04′00″W / 1.9°N 78.0667°W